# Guy Pnini
Guy Pnini es un  jugador israelí de baloncesto nacido en Tel Aviv el 4 de septiembre de 1983. Juega en la posición de alero y su actual equipo es el Maccabi Tel-Aviv de Israel.

## Trayectoria
[actualizar]

### Selección nacional
En septiembre de 2022 disputó con el combinado absoluto israelí el EuroBasket 2022, finalizando en decimoséptima posición. Previamente había disputado otros 5 EuroBaskets: EuroBasket 2007, EuroBasket 2009, EuroBasket 2011, EuroBasket 2013, y EuroBasket 2017.

## Palmarés
- Liga de Israel: 3

Maccabi Tel-Aviv:  2011, 2012, 2014.
- Copa de Israel: 11

Hapoel Jerusalem : 2007, 2008
Maccabi Tel-Aviv: 2010, 2011, 2012, 2013, 2014, 2015, 2016, 2017.
Hapoel Holon: 2018
- ABA Liga: 1

Maccabi Tel-Aviv: 2012.
- Euroliga: 1

Maccabi Tel-Aviv: 2013-14.